# 무라마쓰 다카나오

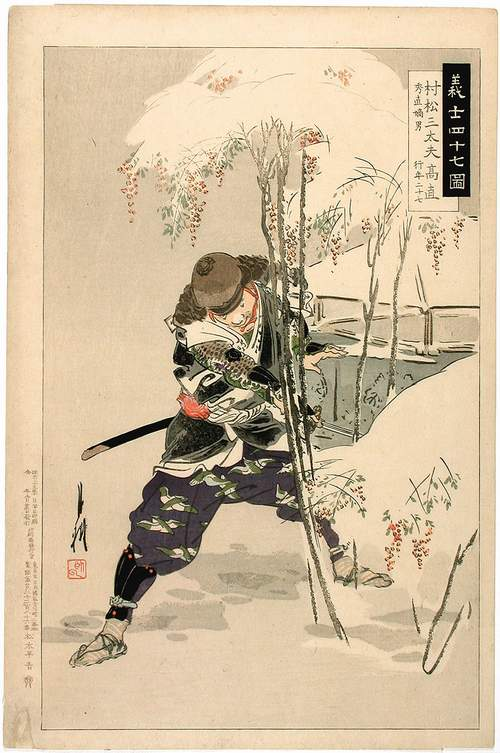
『의사 47도 무라마츠 산다유 타카나오』 (오가타 겟코作)

무라마츠 타카나오(일본어: 村松 高直 むらまつ たかなお[*], 엔호 5년 (1677년) - 겐로쿠 16년 2월 4일 (1703년 3월 20일))는 에도시대 전기의 무사이다. 아코 낭사 47사 중 한명이다. 통칭 산다유(일본어: 三太夫 / 三大夫 さんだゆう[*])이다.

## 생애

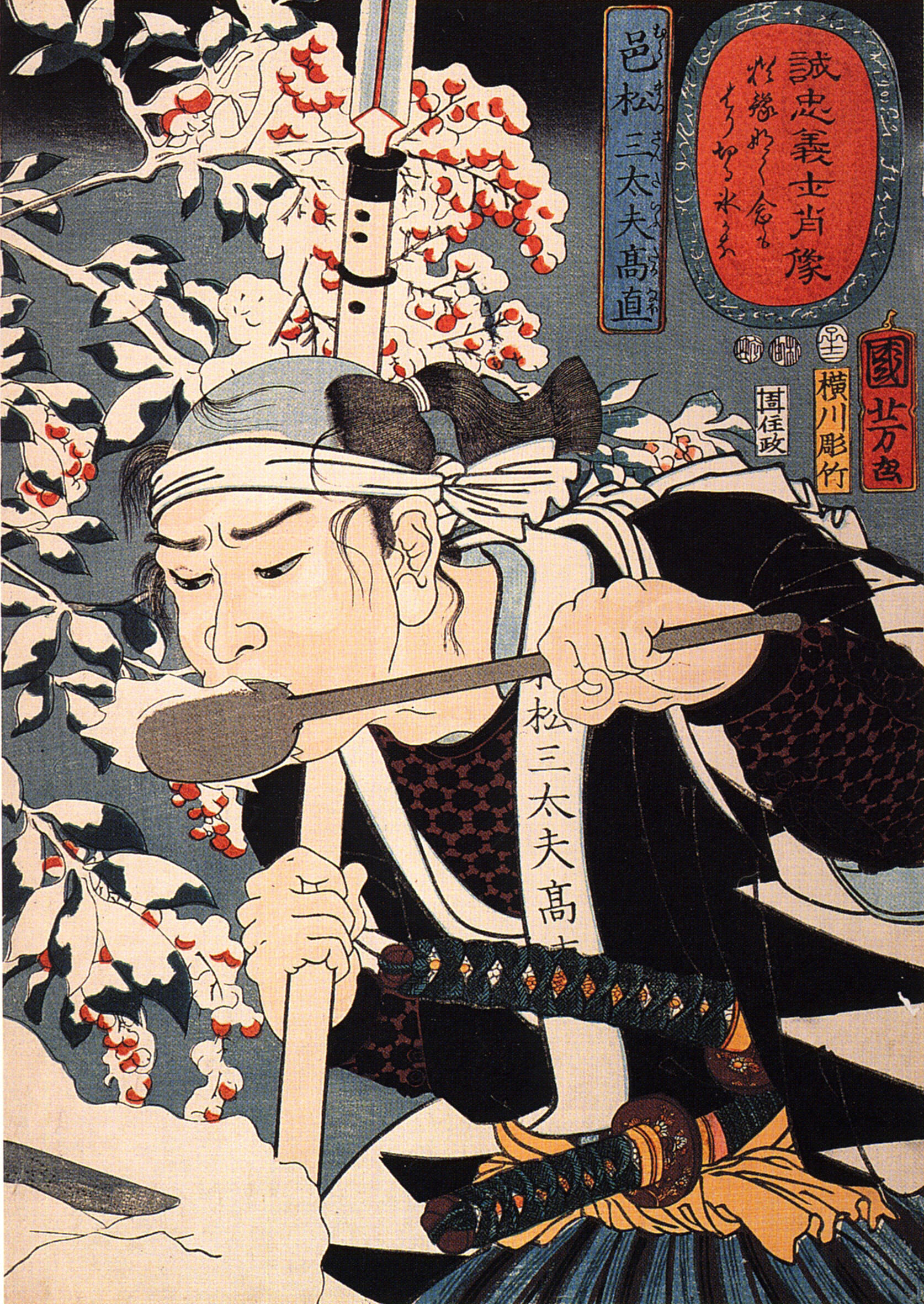
『성충 의사 초상』에서 「무라마츠 산다유 타카나오」 (우타가와 쿠니요시 作)

엔호 5년 (1677년), 아코번사 무라마츠 히데나오의 장남으로 태어났다. 어머니는 무라마츠 시게키요의 딸이다. 아코번에서 가독 전의 헤야즈미의 신분이 되었다.
겐로쿠 14년 (1701년) 3월 14일, 아사노 나가노리가 키라 요시히사를 칼로 상처를 입혔을 때, 타카나오는 아버지 히데나오와 에도에 있었다. 그러고 함께 아코에 돌아가, 오오이시 요시오에게 신문혈판서를 제출하고 에도에 돌아왔다. 그 후, 한동안 히데나오와 행동을 같이하지만, 이윽고, 히데나오와는 별도로 시바겐스케정의 셋집으로 옮겨와, 이소가이 마사히사나 카야노 츠네나리와 동거했다. 오기노 쥬자에몬 (荻野十左衛門)ㆍ우에마츠 산다유 (植松三太夫) 등의 가명을 쓰고 있다. 아버지와 함께 키라 저택 토벌에 참가해, 후문대에 소속 (히데나오는 정문대) 되었다. 오오이시 요시오가 "적이면서도 맑은 자"라고 칭찬한 사카키바라 헤이에몬을 베다.
토벌 후, 미즈노 타다유키 저택에 맡겨져, 같은 가문 가신 히로세 한스케의 카이샤쿠로 할복했다. 향년 27세, 아사노 나가노리와 같은 에도 타카나와 센가쿠지에 묻혔다. 법명은 인청원검신사(刃清元剣信士)이다.

## 자손
- 독신이었기 때문에 처첩과 자식이 없다.